# Eddie Hazel
Edward Earl "Eddie" Hazel (10 de abril de 1950 - 23 de dezembro de 1992) foi um pioneiro e influente guitarrista no início do funk nos Estados Unidos, mais conhecido pelo seu trabalho como guitarrista da banda Parliament-Funkadelic. Foi considerado o 83º melhor guitarrista de todos os tempos pela revista norte-americana Rolling Stone.

## Biografia
Nascido no Brooklyn, Nova Iorque em 1950, Eddie cresceu em Plainfield (Nova Jérsei) porque sua mãe, Grace Cook, queria que Eddie pudesse em um ambiente sem as pressões das drogas e da criminalidade local em que Nova Iorque era em sua época. Eddie sempre tocou desde pequeno com o seu violão, dado por seu irmão mais velho, e aos 12 anos ele conheceu Billy Bass que depois se tornaram amigos íntimos e começaram a se apresentar e depois o baterista Harvey McGee entrou para a mistura.
Hazel é um membro do Rock and Roll Hall of Fame, incluído em 1996, com quinze outros membros do Parlamento-Funkadelic. Hazel faleceu no dia 23 de dezembro de 1992, vítima de hemorragia interna e falência hepática, após uma longa luta com problemas gástricos relacionados ao alcoolismo e abuso de drogas. A Música "Maggot Brain" foi tocada no seu funeral.